# چسب نیکوتین

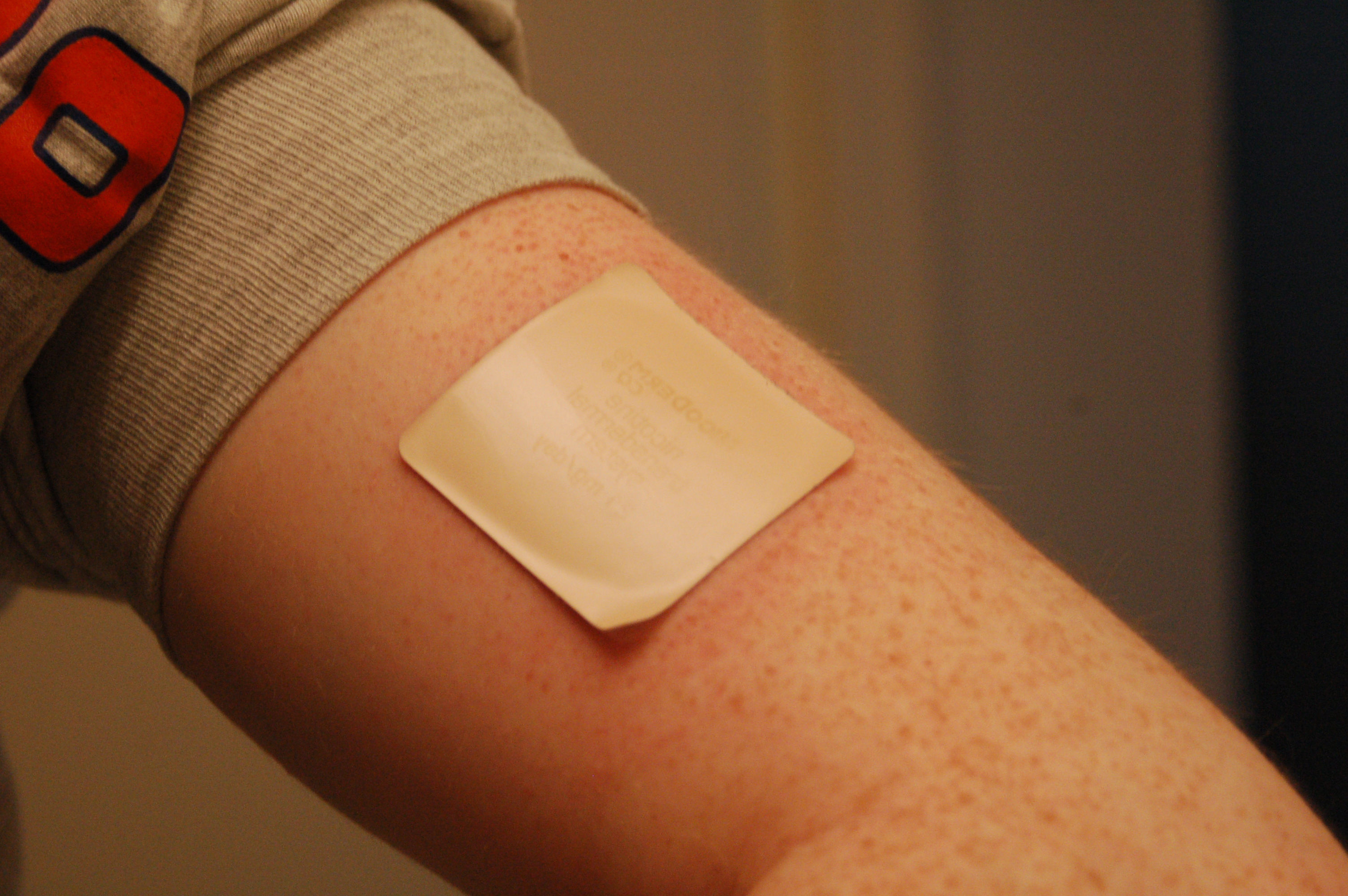
چسب نیکوتین

چسب نیکوتین یا (Nicotine patch) چسبی است که روی پوست می‌گذارند و حاوی دوز کوچکی از نیکوتین است که توسط پوست جذب شده و وارد خون می‌شود. این کار به مهار کردن اشتیاق به مصرف نیکوتین کمک می‌نماید و علائم محرومیت از سیگار را کاهش می‌دهد لذا به عنوان یک وسیله کمکی جهت ترک سیگار بکار میرود.
مطالعات اولیه در خصوص این نوع پچ ترانس درمال در سال ۱۹۸۴ منتشر شد. هرچند نیکوتین این چسپ نیز دارای عوارضی میباشد ولی تقریباً دوبرابر دارونما (۱۰٫۸٪) احتمال موفقیت در ترک سیگار را افزایش میدهد. برای خریدن چسب نیکوتین‌دار به نسخه پزشک احتیاج نمی‌باشد. البته این چسبها در کولیت اولسراتیو و ADHD نیز مفیدند.